# Bernard Bouthier
Pour les articles homonymes, voir Bouthier.
Bernard Bouthier (né le 6 juin 1944) est un journaliste, scénariste, producteur et réalisateur de télévision français.

## Biographie
Il est entre 1998 et 2012 directeur de Ego Productions.
Il réalise de nombreux documentaires et des fictions et produit des magazines, avec Pascale Breugnot dans les années 1980, 1990 et 2000 pour Antenne 2 et TF1.

## Filmographie

### Documentaires
- L'amour en banlieue
- Les Provinciales
- L'Afrique entre Dieu et Diable
- L'Islam entre les lignes du Coran
- Mon père ce tueur
- Premières amours

### Téléfilms
- Sacré Lucien avec Jacques Villeret
- Besoin d'amour à Marseille avec Richard Bohringer

### Magazines
- Moi Je
- Psy-show
- Sexy Folies
- Perdu de vue
- Pour la vie
- L'amour en danger
- Témoin numéro 1
- Pirates

### Long métrage
- Touche pas à mon copain (prix Georges-Sadoul 1976)

### Court métrage
- 1970 : Florentine, avec DAPHNE et Robert Benoit